# Gynoplistia (Gynoplistia) philpotti
Gynoplistia (Gynoplistia) philpotti is een tweevleugelige uit de familie steltmuggen (Limoniidae). De soort komt voor in het Australaziatisch gebied.